# گنت (نورفک)
گنت (به انگلیسی: Ghent) یک محله، بافت تاریخی و محله همجنس‌گرایان در ایالات متحده آمریکا است که در نورفک، ویرجینیا واقع شده‌است. این محله شامل گنت، گنت غربی و میدان گنت است. بخش‌های دیگر محله‌های اطراف اغلب به گنت نسبت داده می‌شوند، از جمله چلسی، خیابان شمالی کولی، و اعیانی‌سازی فعال در بخش‌هایی از پارک پلیس در شمال، با عنوان «منطقه راه‌آهن».
مرزهای گنت در جنوب عبارتند از: دروازه نموبری/خیابان برامبلتون در امتداد لاهه و منطقه نئون، رودخانه الیزابت در غرب، خیابان مونتیسلو در شرق، و گذرگاه راه‌آهن در خیابان ۲۲ به سمت شمال.